# Lorenz Diefenbach
Lorenz Diefenbach (Ostheim, 19 luglio 1806 – Darmstadt, 28 marzo 1883) è stato un linguista, etnologo, scrittore, erudito e pastore tedesco.

## Biografia
Scrittore di novelle di carattere nazionalista, era un membro dell'Accademia delle Scienze di Berlino e fu amico di Jacob Grimm. La sua opera più nota è senza dubbio Arbeit macht frei, titolo che fu in seguito ripreso dai nazisti come motto per molti campi di sterminio. Scrisse inoltre lavori accademici sui dialetti tedeschi.